# Línea 15 del Metro de São Paulo
La Línea 15 - Plata es una de las seis líneas que conforman el Metro de São Paulo y una de las trece líneas que conforman la Red Metropolitana de Transporte de São Paulo. Construida con tecnología Monorriel y operada por trenes sin conductor, posee actualmente una extensión de 14,6 km y 11 estaciones, en el tramo entre las estaciones Vila Prudente y Jardim Colonial.
Cuando completa, la línea contará aproximadamente con 26,6 km de extensión y 18 estaciones, y transportará alrededor de 550 mil pasajeros por día. El inicio será en la Estación Ipiranga (con acceso a la Línea 10 - Turquesa), terminando en la futura Estación Hospital Cidade Tiradentes.
El tramo en operación tiene integración gratuita con la Línea 2 - Verde, que actualmente es la principal línea de metro de la Zona Oeste Paulistana.

## Estaciones
| Estación                   | Inauguración            | Integración | Plataformas | Posición | Distrito              |
| -------------------------- | ----------------------- | ----------- | ----------- | -------- | --------------------- |
| Ipiranga                   | Sin previsión           | Línea 10    | Central     | Elevada  | Ipiranga              |
| Vila Prudente              | 30 de agosto de 2014    | Línea 2     | Central     | Elevada  | Vila Prudente         |
| Oratório                   | 30 de agosto de 2014    |             | Central     | Elevada  | São Lucas             |
| São Lucas                  | 6 de abril de 2018      |             | Central     | Elevada  | São Lucas             |
| Camilo Haddad              | 6 de abril de 2018      |             | Central     | Elevada  | São Lucas             |
| Vila Tolstói               | 6 de abril de 2018      |             | Central     | Elevada  | São Lucas y Sapopemba |
| Vila União                 | 6 de abril de 2018      |             | Central     | Elevada  | Sapopemba             |
| Jardim Planalto            | 26 de agosto de 2019    |             | Central     | Elevada  | Sapopemba             |
| Sapopemba                  | 16 de diciembre de 2019 |             | Central     | Elevada  | Sapopemba             |
| Fazenda da Juta            | 16 de diciembre de 2019 |             | Central     | Elevada  | Sapopemba             |
| São Mateus                 | 16 de diciembre de 2019 |             | Central     | Elevada  | São Mateus            |
| Jardim Colonial            | 29 de diciembre de 2021 |             | Central     | Elevada  | Iguatemi              |
| Boa Esperança              | 2025                    |             | Central     | Elevada  | Iguatemi              |
| Jacú–Pêssego               | 2025                    |             | Central     | Elevada  | Iguatemi              |
| Jardim Marilu              | Sin previsión           |             | Central     | Elevada  | Iguatemi              |
| Jardim Pedra Branca        | Sin previsión           |             | Central     | Elevada  | Cidade Tiradentes     |
| Cidade Tiradentes          | Sin previsión           |             | Central     | Elevada  | Cidade Tiradentes     |
| Hospital Cidade Tiradentes | Sin previsión           |             | Central     | Elevada  | Cidade Tiradentes     |

## Galería

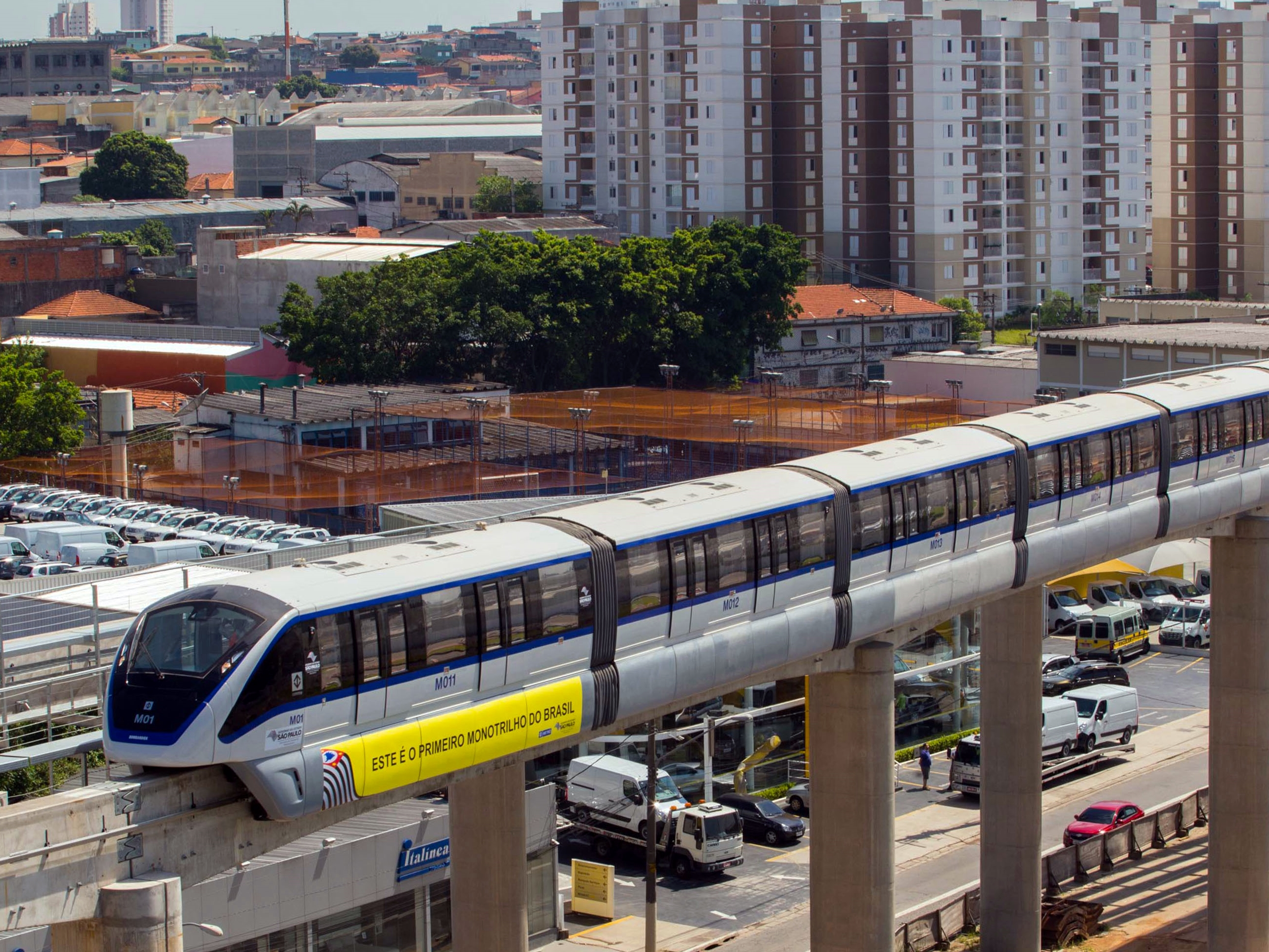
Pruebas en el primer tren, en enero de 2014
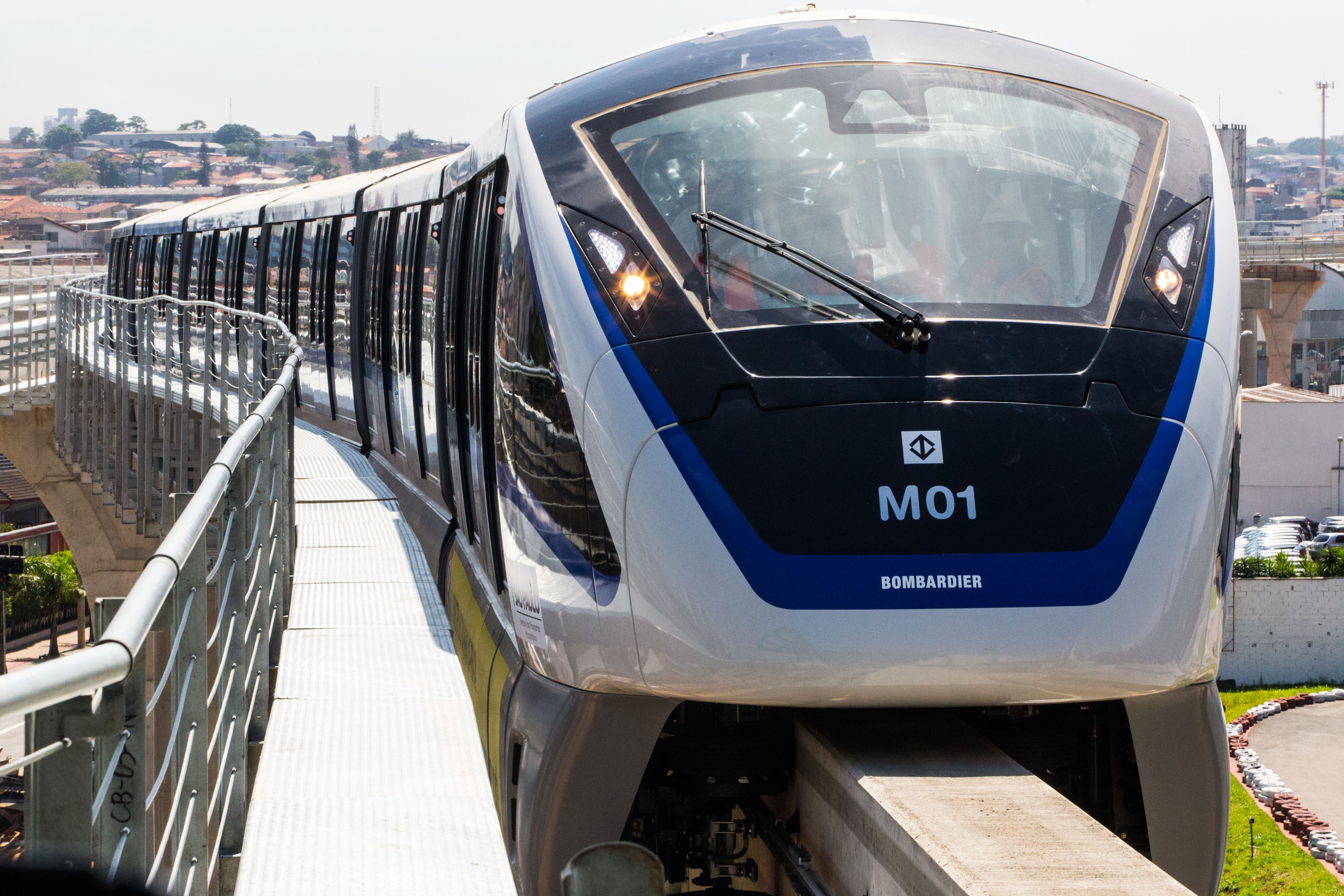
Tren saliendo de la Estación Oratório
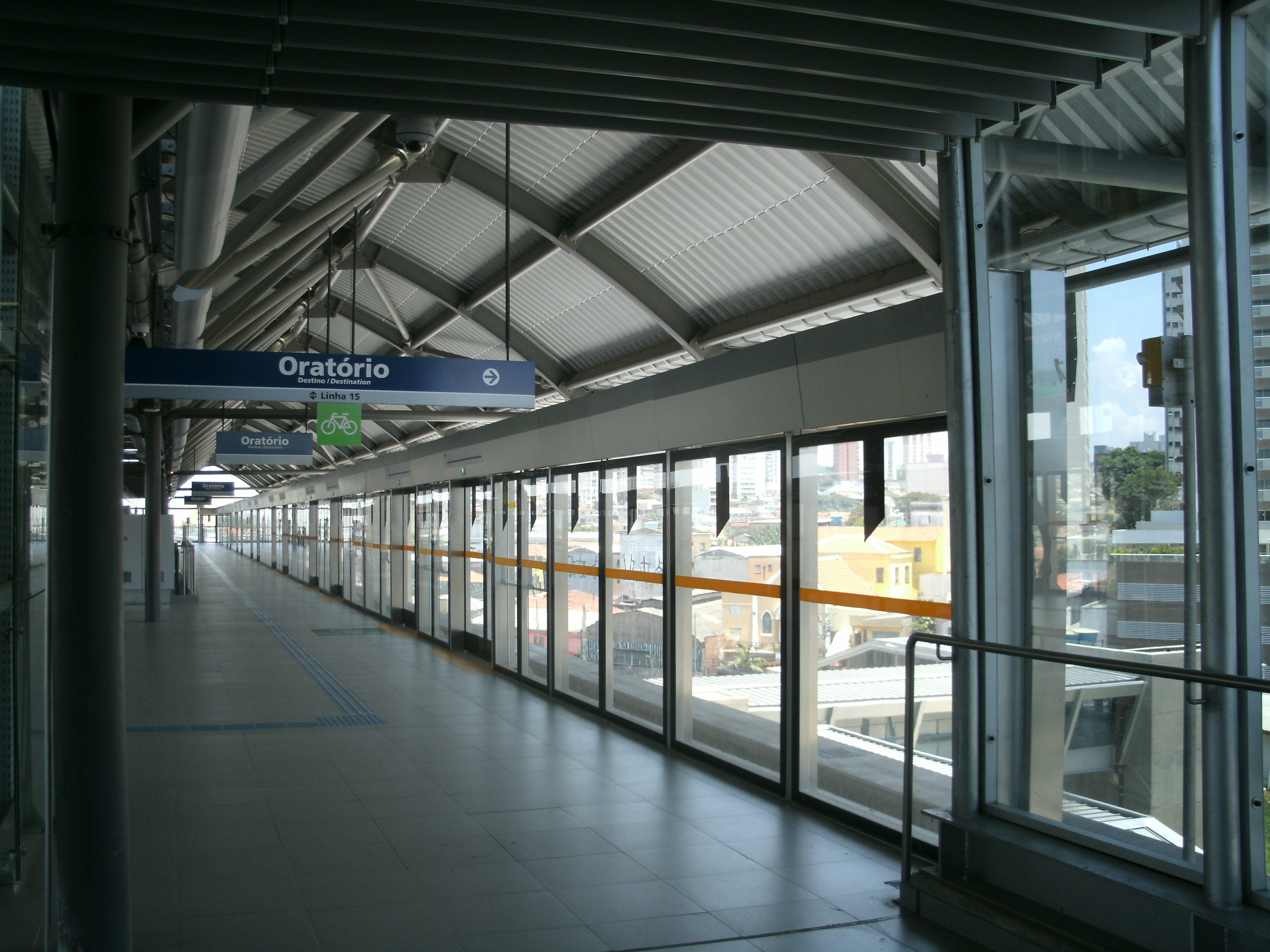
Estación Vila Prudente
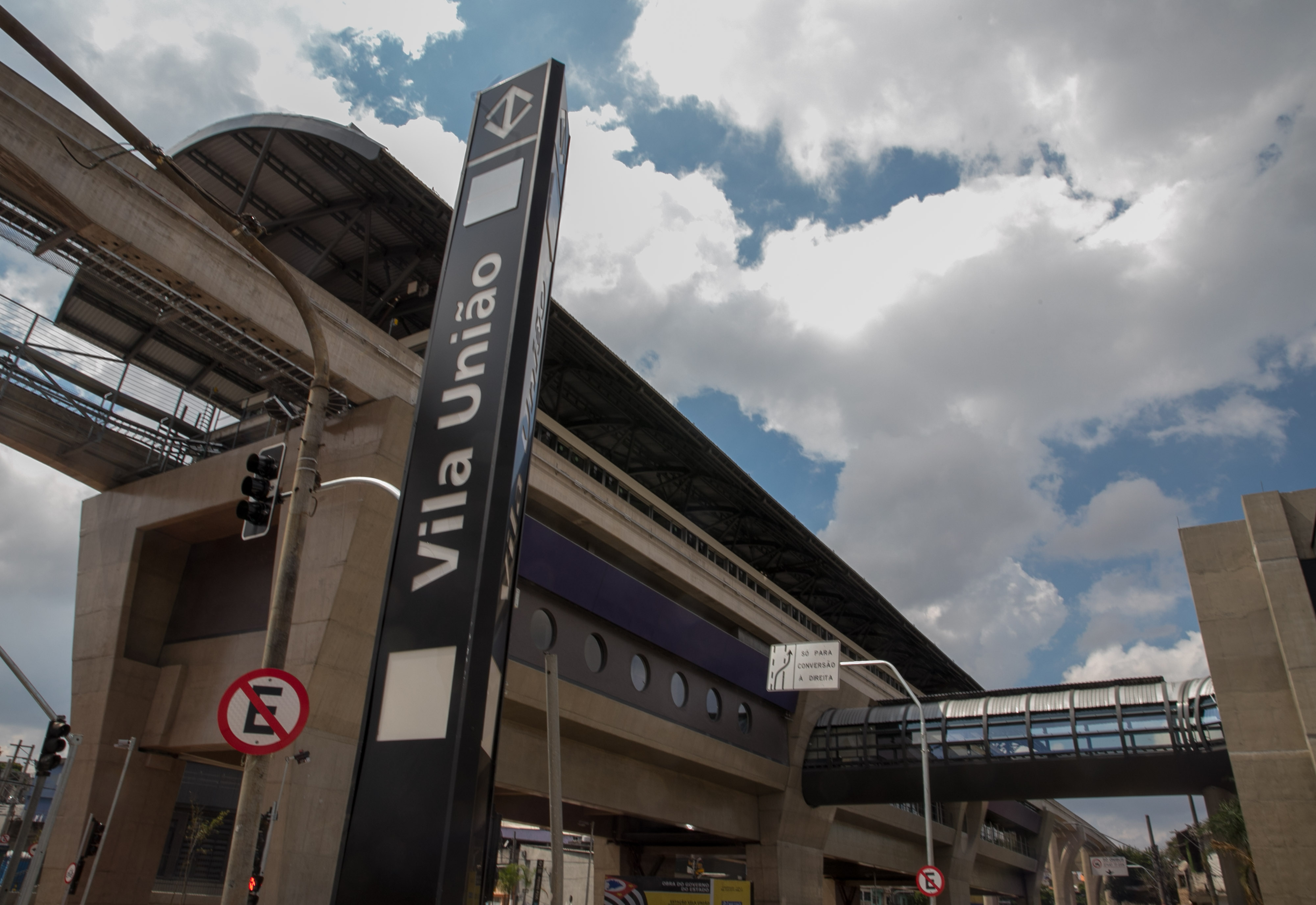
Estación Vila União